# 에툼비
에툼비(Etoumbi)는 콩고 공화국 퀴베트우에스트 주에 위치한 마을이다. 주민들 대부분이 인근 숲에서 수렵 생활을 한다. 과거 에볼라 바이러스가 네 번 확산된 적이 있었는데 아마도 주민들이 숲에서 죽은 동물을 날것으로 먹었기 때문인 것으로 추정된다. 2003년에는 120명, 2005년 5월 20일에는 9명이 사망하게 되자 콩고 공화국 정부가 주민들을 격리 조치했다.